# OLX
OLX é uma empresa global de comércio eletrônico, sediada em Amsterdam, Países Baixos. Presente em 45  países, publicando anúncios classificados na Internet. Foi fundada em março de 2006 pelos empresários Fabrice Grinda e Alejandro Oxenford.
No Brasil desde 2010, a OLX juntou-se ao seu concorrente Bom Negócio, mediante acordo com a Schibsted, no início de 2015. O acordo também se estende às operações em Bangladesh, Tailândia e Indonésia. Atualmente, a OLX Brasil é controlada pelo grupo sul-africano Naspers (50%) e pelo grupo de mídia norueguês Schibsted (50%).
Em Portugal, o site da OLX foi gerido inicialmente pela empresa FixeAds que no inicio de 2018 passou a ser OLX Portugal detida pelo grupo Naspers, e que possui outros sites de compra, venda e serviços online desde 2007 como o Standvirtual, o Imovirtual, o Coisas e Faturavirtual.

## História
Fabrice Grinda e Alec Oxenford começaram a empresa como uma alternativa do Craigslist para o mundo fora dos Estados Unidos.
Em 2006, adquiriu o Mundoanuncio.com, um site de classificados voltado para o mercado latino-americano e, em 2007, fez um investimento no site de classificados chinês Edeng.cn.
Em 2009, a empresa fez parceria com a rede social Hi5.
Em 2010, a maioria da empresa foi adquirida pelo grupo de mídia sul-africano Naspers. No final de 2016, lançou o Tradus como um site de classificados de máquinas pesadas.

### Outros países
Na Índia, cerca de 90% de suas listagens são de móveis e eletrônicos usados, bens domésticos e domésticos usados e carros e motos usados. As operações da OLX na Índia, assim como outros varejistas on-line, enfrentaram problemas com fraudes e com pessoas que vendem veículos roubados, algo que eles fizeram esforços para resolver; quase 25% das listagens de carros em seu site são rejeitadas.
Em Março de 2020, o site OLX Portugal lançou o Blog OLX que publica conteúdos sobre poupança, sustentabilidade e economia circular. Em Junho do mesmo ano foi também publicado o Blog Sou Pro com conteúdos específicos sobre negócios para os empresários portugueses.
No Brasil, OLX e bomnegocio.com, de propriedade da norueguesa Schibsted, combinaram em 2014 para criar um site de classificados.
No Quênia, em 2016, os agricultores teriam usado o OLX para vender seus produtos e gado, especialmente frango e gado.
O OLX foi lançado na Nigéria em 2012. A empresa comprou seu concorrente nigeriano, TradeStable. No entanto, em fevereiro de 2018, a OLX anunciou o encerramento de seu escritório na Nigéria e uma retirada completa da Nigéria.
No Paquistão, a OLX recebe 7 milhões de visitantes mensais.
dubizzle.com é o site líder de classificados para usuários nos Emirados Árabes Unidos, Egito, Bahrain, Arábia Saudita, Líbano, Kuwait, Omã, Catar e Paquistão. Desde o seu lançamento em 2005 por J.C. Butler e Sim Whatley, o dubizzle.com se tornou a plataforma número um para os usuários comprarem, venderem ou encontrarem algo em sua comunidade. dubizzle é uma empresa pertencente à OLX.
O site de anúncios classificados nas Filipinas Sulit e o site de rede social Multiply foram renomeados como OLX em 2014. A fusão nas Filipinas entre o OLX e o Ayos Dito redirecionou os usuários do Ayos Dito para o OLX a partir de 2015. Em abril de 2019, a Carousell adquiriu a OLX Filipinas após receber um investimento da Naspers. O acordo também deu à OLX 10% de participação na Carousell.
Na Indonésia, em março de 2014, a OLX assumiu o Tokobagus.com como um todo, incluindo a alteração do nome para OLX.co.id.
Em abril de 2014, os classificados da Europa Central do grupo Naspers na Romênia, Bulgária, Cazaquistão, Bielorrússia, Hungria e Polônia foram renomeados como OLX.
Em setembro de 2014, o ucraniano classificado Slando.ua ingressou no Grupo OLX.
O OLX interrompeu suas operações na Venezuela em 11 de setembro de 2018, devido a questões políticas complexas e à falta de negociação livre.
No Brasil, vários anúncios continham esquemas fraudulentos levando a que alguns dos usuários fossem investigados pela Polícia Federal.